# Marten Mendez
Augustin Marten Mendez (* 28. August 1916; † 25. August 1994) war ein US-amerikanischer Badmintonspieler aus San Diego. 

## Karriere
Marten Mendez stand 1949 stand mit dem amerikanischen Team in der Thomas-Cup-Endrunde, unterlag jedoch im Halbfinale gegen den späteren Sieger Malaya. Drei Jahre später schaffte es die amerikanische Männermannschaft sogar bis ins Finale, unterlag dort jedoch erneut gegen Malaya und wurde Vizeweltmeister. Die offen ausgetragenen US-Meisterschaften gewann Marten Mendez 1949, 1950 und 1952. Er wurde 1967 in die U.S. Badminton Hall of Fame und 1981 in die San Diego Breitbard Hall of Fame aufgenommen.

## Sportliche Erfolge
| Saison | Veranstaltung | Disziplin    | Platz | Name                                                                                             |
| ------ | ------------- | ------------ | ----- | ------------------------------------------------------------------------------------------------ |
| 1949   | US Open       | Herreneinzel | 1     | Marten Mendez                                                                                    |
| 1949   | Thomas Cup    | Herrenteam   | 3     | USA (David G. Freeman, Wynn Rogers, Clinton Stephens, Bob Williams, Marten Mendez, Carl Loveday) |
| 1950   | US Open       | Herreneinzel | 1     | Marten Mendez                                                                                    |
| 1951   | US Open       | Herreneinzel | 2     | Marten Mendez                                                                                    |
| 1951   | US Open       | Mixed        | 2     | Marten Mendez / Helen Gibson                                                                     |
| 1952   | US Open       | Herreneinzel | 1     | Marten Mendez                                                                                    |
| 1952   | Thomas Cup    | Herrenteam   | 2     | USA (Dick Mitchell, Wynn Rogers, Bobby Williams, Marten Mendez, Carl Loveday)                    |